# 1539
| 1539               |
| ------------------ |
| Dødsfald - Fødsler |
|                    |

| Gregoriansk kalender | 1539 MDXXXIX            |
| Ab urbe condita      | 2292                    |
| Armensk kalender     | 988 ԹՎ ՋՁԸ              |
| Kinesiske kalender   | 4235 – 4236 戊戌 – 己亥 |
| Etiopisk kalender    | 1531 – 1532             |
| Jødisk kalender      | 5299 – 5300             |
| Hindukalendere       |                         |
| - Vikram Samvat      | 1594 – 1595             |
| - Shaka Samvat       | 1461 – 1462             |
| - Kali Yuga          | 4640 – 4641             |
| Iransk kalender      | 917 – 918               |
| Islamisk kalender    | 946 – 947               |

Konge i Danmark: Christian 3. 1534-1559
Se også 1539 (tal)

## Begivenheder
- 10. august - Frans 1. af Frankrig underskrev i et edikt som gjorde fransk til Frankrigs officielle sprog i stedet for latin.
- oktober-november - William de la Poles 37års fængsling i Tower of London slutter og han bliver dermed den, som har siddet der længst.

## Født
- 10. august - Mikkel Pedersen Akeleye, dansk købmand og borgmester (ukendt fødselsår)
- 1. november - Pierre Pithou, fransk forfatter.
- 5. december - Fausto Sozzini, unitarisk teolog, medgrundlægger til socinianismen
- Hieronymus Justesen Ranch, dansk præst og skolekomedieforfatter.

## Dødsfald
- 12. marts - Thomas Boleyn, engelsk diplomat og politiker (født ca. 1477).
- 7. maj - Guru Nanak, "pakistanske" grundlægger af Sikhismen (født 1469).
- Mads Eriksen Bølle, dansk rigsråd (ukendt fødselsår).
- Peder Villadsen, borgmester af København (ukendt fødselsår).
- Vannoccio Biringuccio, italiensk metallurg (født 1480)

## Kunst
- Carta Marina - kort over Norden, fremstillet af svenske Olaus Magnus